# Notoxus monoceros
Notoxus monoceros, conocido en Inglaterra y Escocia como escarabajo unicornio común, es una especie de coleóptero de la familia Aderidae. La especie fue descrita científicamente por Carlos Linneo en 1760.

## Características físicas
Miden entre 3,7 a 5,5 milímetros de largo, similar a las hormigas (familia Formicidae). Su cabeza es pequeña en comparación con el resto del cuerpo, que se va ensanchando hacia el abdomen. El tórax es esférico y se estrecha hacia la cabeza.
Tiene el cuerpo pintado de negro y amarillo, posee además una banda transversal negra, al igual que las costuras entre las cubiertas de las alas, que se conecta a la placa en un punto negro. La cubierta de las alas está forrada por pelos largos de color brillante. La parte inferior es de color amarillento. Es muy similar a Notoxus brachcerus (Faldermann, 1837) que tiene el abdomen negro.

## Subespecies
- Notoxus monoceros elongatus La Ferté-Sénectère, 1849[1]
- Notoxus monoceros monoceros (Lineo, 1768)[2]

= Attelabus monoceros monoceros Lineo, 1768

## Distribución geográfica
Es originario de Europa, siendo un escarabajo de tierra firme. Habita en lugares tales como prados, laderas y regiones arenosas en zonas de montaña baja. Hacia el norte, el área de distribución se localiza en la región media de Noruega y Suecia, y al norte de Finlandia. También se localiza en Inglaterra, Escocia y la costa mediterránea.

## Hábitos
El escarabajo unicornio común prefiere las temperaturas cálidas, vive en lugares donde otros escarabajos morirían. Lo que implica una ventaja evolutiva. En los meses de junio, julio y agosto es atraído hacia Europa Central, principalmente por los arbustos y las flores. Las larvas viven en el material vegetal en descomposición en las capas superiores del suelo.